# Poyrazlı (Boğazlıyan)
Poyrazlı ist ein Dorf im Landkreis Boğazlıyan der türkischen Provinz Yozgat. Poyrazlı liegt etwa 65 km südöstlich der Provinzhauptstadt Yozgat und 28 km nordwestlich von Boğazlıyan. Poyrazlı hatte laut der letzten Volkszählung 245 Einwohner (Stand Ende Dezember 2010). Die Bevölkerung besteht hauptsächlich aus Osseten.